# Књажевско-српски театар
Књажевско-српски театар је позориште у Крагујевцу основано 1835. године.
Оснивачи су Милош Обреновић и Јоаким Вујић.

## Историјат
Театар у Крагујевцу који је носио име Јоакима Вујића, директора првог српског театра основаног у Крагујевцу 1835. године, израстао је по свом репертоарском изразу и сценском третману у модерно савремено позориште.
На сцени овог позоришта однегована је читава плејада врсних уметника који су оставили дубоког трага у историји позоришне уметности земље: Љуба Тадић, Мија Алексић, Бранислав Цига Јеринић, Милева Жикић, Будимир Буда Јеремић, Миодраг Марић, Рајко Стојадиновић, Љубомир Ковачевић, Јован Мишковић Мишко, Сава Барачков, Горица Поповић, Љубомир Убавкић Пендула, Мирко Бабић...
Хатишерифом од 1830. и 1833. године Србија добија аутономију и право да подиже културно-просветне и здравствене установе. Захваљујући чињеници да је Крагујевац у то време престоница обновљене Србије у коме је Кнез Милош Обреновић подигао свој двор са управним и административним апаратом, у њему се утемељују: Књажеско-србска Типографија, Новине Сербске под уредништвом Димитрија Давидовића, Гимназија (1833. године), Књажеско-србски театар (1835. године), Књажеско-србска банда коју оснива Јожеф Шлезингер, Лицеум Књажества Сербског (1838. године), музеј, библиотека, галерија слика, Суд крагујевачки (1820. године), болница, прва апотека (1822. године).
У Крагујевцу се прве позоришне представе помињу још 1825. године. Припремао их је и изводио учитељ Ђорђе Евгенијевић са ђацима. Приликом свог доласка у Крагујевац у њима је учествовао и Јоаким Вујић. Он је дошао на позив Кнеза Милоша у јесен 1834. године и постављен је за директора Театра са задатком да организује рад позоришта.
Књажеско-српски театар смештен је у адаптираним просторијама типографије и имао је бину, ложе и партер. Репертоар Театра чинила су углавном дела Јоакима Вујића, а глумачки ансамбл, поред Вујића који је био главни глумац и редитељ, сачињавали су млади чиновници и ђаци гимназије.
Прве представе одржане су у време заседања Сретењске скупштине од 2. до 4. фебруара 1835. године, када су приказани Вујићеви комади уз музику коју је компоновао Јожеф Шлезингер. За три дана изведене су четири представе: Фернандо и Јарика, Ла Перуз, Бедни стихотворац и Бегунац. Позоришну публику сачињавали су Кнез са породицом, чиновници и позвани гости, као и посланици у време скупштинских заседања.
На Сретење Господње, петнаестог фебруара 1835. године (2. фебруара, по старом календару), у адаптираним просторијама крагујевачке Тиографије, приказао је Јоаким Вујић свој позоришни комад Фернандо и Јарика, према делу Карла Екартсхаузена.
Данашња зграда Књажевског српског театра изграђена је 1928. године.

## Репертоар
На репертоару Књажевско-српског театра налазе се представе по текстoвима домаћих и страних класика.
- Николај Кољада - Бајка о мртвој царевој кћери, режија Бошко Димитријевић
- Јован Стерија Поповић - Лажа и паралажа, режија Драган Јаковљевић
- Николај Васиљевич Гогољ - Дневник једног лудака режија Душан Станикић
- Милош Црњански - Сеобе, режија Пјер Валтер Полиц
- Милош Јаноушек - Гусари реджија Јан Чањи
- Бранислав Нушић - Госпођа министарка режија Јован Грујић
- Д. Ц. Џексон - Моје бивше моји бивши, режија Слађанa Килибардa
- Ружица Васић - Хладњача за сладолед режија Примож Беблер
- Горан Марковић - Зелени зраци режија Милица Краљ
- Кен Лудвиг - Преваранти у сукњи режија Милић Јовановић
- Бранко Ћопић Башта сљезове боје, драматизација и режија Марко Мисирача
- Вилијем Шекспир Сан летње ноћи, режија Пјер Валтер Полиц
- Двеста - Петар Михајловић, режија Јовица Павић
- Боинг боинг - Марк Камолети, режија Ненад Гвозденовић
- Женидба и удадба - Јован Стерија Поповић, режија Јана Маричић
- Ревизор - Николај Васиљевич Гогољ, режија Јана Маричић
- Ја од јутра нисам стао - Уна Визек, режија Слађана Килибарда
- На рубу памети, једне пијане новембарске ноћи 1918. - Мирослав Крлежа, режија Марко Мисирача
- Успомене на „Црвену заставу” - Милован Мрачевић, режија Александар Лукач
- Уображени болесник - Ж. Б. П. Молијер, режија Ђорђе Нешoвић
- Расветљавање случаја серије убистава тровањем у Ћупријском округу седамдесетих година 19. века - текст и режија Анђелка Николић
- Christopher Thomas Knight - Петар Михајловић, режија Југ Ђорђевић
- Буре барута - Дејан Дуковски, режија Горчин Стојановић
- Стаклена менажерија - Тенеси Вилијамс, режија Оливера Јежина
- Одумирање - Душан Спасојевић, режија Егон Савин
- Зорба - Joseph Stein, John Kander, Fred Ebb, режија Witold Mazurkiewicz
- На трагу - Никола Милојевић, режија Александар Лукач
- Јелена Анжујска - Јелена Кајго, режија Татјана Мандић Ригонат
- Смртоносна мотористика - Александар Поповић, режија Тијана Васић

## Глумачки ансамбл
- Иван Видосављевић
- Ненад Вулевић
- Јасмина Димитријевић
- Катарина Јанковић
- Младен Кнежевић
- Милош Крстовић
- Саша Пилиповић
- Сања Матејић
- Чедомир Штајн
- Александар Милојевић
- Богдан Милојевић
- Исидора Рајковић
- Марија Ракочевић
- Никола Милојевић
- Марина Стојановић
- Миодраг Пејковић
- Драган Стокић
- Душан Станикић
- Ана Коланђели
- Надежда Јаковљевић[5]
- Милица Мајсторовић
- Аврам Цветковић

## Издаваштво
- Јоакимови потомци
  - Рената Улмански Његово величанство: Случај, приредио Марко Мисирача 2023.  978-86-920641-3-5
  - Мирко Бабић, увек и свуда, аутор Драгана Бошковић 2010.  978-86-909821-4-1..
  - Биљана Србљановић породичне и друге приче, аутор Слободан Савић 2008.  978-86-909821-1-0..
  - Војислав Воки Костић, аутор Миодраг Стојиловић 2007.  978-86-909821-0-3.
  - Јоакимови потомци, аутор Феликс Пашић 2006.  86-83649-05-6 неважећи ..
- Премијера
  - Клуб Нови светски поредак Харолд Пинтер, Хајнер Милер, Платон, редитељ Александар Дунђеровић 2009.  978-86-909821-3-4..
  - Пионири у Инголштату Марилујза Флајсер, редитељ Ивана Вујић 2009.  978-86-909821-2-7..[6]

## Дан Театра
На Дан Театра, сваког 15. фебруара, најеминентнијим писцима, глумцима, редитељима, сценографима, композиторима Театар уручује:
- Статуету Јоаким Вујић за изузетан допринос развоју позоришне уметности Србије,
- Прстен са ликом Јоакима Вујића за изузетан допринос развоју Театра и афирмацији његовог угледа у земљи и иностранству.
- Медаљон са ликом Јоакима Вујића за помоћ при унапређењу рада Театра и остваривање програмских циљева, као и промоцију позоришта у ширем региону.

Аутор Статуете Јоаким Вујић је Никола Кока Јанковић, рођен у Крагујевцу 1926. године, вајар и члан САНУ, Српске академије наука и уметности.

### Добитници Статуете Јоаким Вујић
- 1985. - Народно позориште у Београду, Љуба Тадић, Мија Алексић, Мира Ступица, Бора Глишић и Стеријино позорје
- 1986. - Мира Бањац и Мирослав Беловић
- 1987. - Душан Ковачевић и Милош Жутић
- 1988. - Мира Траиловић и Љубомир Ковачевић
- 1989. - Љиљана Крстић и Дејан Мијач
- 1990. - Данило Бата Стојковић и Јован Ћирилов
- 1991. - Александар Поповић и Љубомир Убавкић Пендула
- 1992. - Бранко Плеша и Бранислав Цига Јеринић
- 1993. - Није додељена
- 1994. - Стево Жигон и Петар Краљ
- 1995. - Сава Барачков, Музеј позоришне уметности, Српско народно позориште, Светлана Бојковић и Дејан Пенчић Пољански
- 1996. - Лазар Ристовски и Милослав Буца Мирковић
- 1997. - Бора Тодоровић и Фестивал Дани комедије у Јагодини
- 1998. - Стеван Шалајић
- 1999. - Ружица Сокић
- 2000. - Оливера Марковић и Љубомир Симовић
- 2001. - Вида Огњеновић
- 2002. - Милева Жикић
- 2003. - Београдско драмско позориште
- 2004. - Предраг Ејдус
- 2005. - Раде Марковић и Егон Савин
- 2006. - Војислав Воки Костић
- 2007. - Биљана Србљановић
- 2008. - Народно позориште Ниш
- 2009. - Мирко Бабић
- 2010. - Миодраг Табачки
- 2011. - Боро Драшковић
- 2012. - Властимир Ђуза Стојиљковић
- 2013. - Милена Дравић
- 2014. - Андраш Урбан
- 2015. - Дара Џокић и Факултет драмских уметности
- 2016. - Нада Јуришић
- 2017. - Рената Улмански[8]
- 2018. - Михаило Јанкетић
- 2019. - Герослав Зарић
- 2020. - Миланка Берберовић
- 2021. - Светозар Рапајић[7]
- 2022. - Бранка Петрић[9]
- 2023. - Радомир Путник
- 2024. - Војислав Брајовић

### Добитници Прстена са ликом Јоакима Вујића
- 2002. - Љубомир Убавкић Пендула
- 2003. - Марко Николић и Миодраг Марић
- 2004. - Мирко Бабић и Југ Радивојевић
- 2005. - Пјер Валтер Волиц
- 2006. - Милош Крстовић
- 2007. - Владан Живковић
- 2008. - Небојша Брадић
- 2009. - Себастиан Тудор
- 2010. - Драгана Бошковић
- 2011. - Драган Јаковљевић
- 2012. - Горица Поповић
- 2013. - Нада Јуришић
- 2014. - Милан Рус
- 2015. - Снежана Ковачевић
- 2016. - Ивана Вујић
- 2017. - Марина Стојановић
- 2018. - Братислав Славковић
- 2019. - Миодраг Пејковић
- 2020. - Јелена Јањатовић
- 2021. - Анђелка Николић[7]
- 2022. - Владанки Павловић[10]
- 2023. - Милић Јовановић
- 2024. - Иван Видосављевић

### Добитници Медаљона са ликом Јоакима Вујића
- 2013. - Амбасада САД у Београду
- 2014. - Културни и документациони центар Срба у Мађарској
- 2015. - Министарство културе и информисања Републике Србије
- 2016. - Телеком Србија
- 2018. - Призма Крагујевац[7]

## Остале активности
Из Театра су 1965. иницирани Сусрети професионалних позоришта Србије Јоаким Вујић (централне Србије), који се сваке године у мају одржавани у другом од десетак градова. Од 2004. до 2011. године Театар је домаћин Фестивала најбољих позоришних представа Србије по текстовима домаћих аутора, ЈоакимФест, а од октобра 2006. године и Међународног позоришног фестивала, Јоакимфест.
Театар настоји да развије и друге делатности осим приказивања представа. Од 2005. покренуо је издавачку делатност са сталним часописом Јоаким, основана је Галерија Јоаким, наручио монографије свих добитника Статуете Јоаким Вујић (едиција Јоакимови потомци, 2009. године објавио прву књигу из едиције Премијера, започео истраживање и објављивање крагујевачког драмског наслеђа. Захваљујући подршци Министарства културе и информисања Републике Србије Књажевско-српски театар је отпочео са реализацијом пројекта Дигитализација чији је циљ да се слике и снимци више од 50 представа дигитализују и учине преко сајта Књажевско-српског театра доступне јавности.
Од 2018. године првобитно под покровитељством Музичке школе „др Милоје Милојевић” а потом и удружења Опера нова на сцени Књажевско-српског театра покренута је стална оперска сцена. Премијерним извођењем опере Дидона и Енеј Хенрија Персела 2018 године, а затим и опере Именео наредне 2019. године, обе у режији оперског редитеља и мотивационог говорника Тадије Милетића покренута је крагујевачка оперска продукција која се наставља и у наредним годинама.
На предлог Управног одбора Театра Јоаким Вујић 14. фебруара 2007. године, Скупштина Града Крагујевца донела одлуку којом се најстаријем српском театру враћа првобитни назив Књажевско-српски театар.

## Реализоване представе
- Распродаја савјести, 30.10.1954, Крагујевац, Књажевско-српски театар[16]
- Наследство, 30.12.1954, Крагујевац, Књажевско-српски театар
- Лов на вештице, 24.03.1955, Крагујевац, Књажевско-српски театар
- Радозналац, 21.05.1955, Крагујевац, Књажевско-српски театар
- Дубоко плаво море, 15.06.1955, Крагујевац, Књажевско-српски театар
- Циклони, 18.11.1955, Крагујевац, Књажевско-српски театар
- Мајка Кураж и њена деца, 28.01.1956, Крагујевац, Књажевско-српски театар
- Мера за меру, 31.03.1956, Крагујевац, Књажевско-српски театар
- Обзирна блудница, 28.04.1956, Крагујевац, Књажевско-српски театар
- Пут око света, 06.10.1956, Крагујевац, Књажевско-српски театар
- Име: Младост пред судом, 10.11.1956, Крагујевац, Књажевско-српски театар
- Довитљива девојка, 13.12.1956, Крагујевац, Књажевско-српски театар
- Рођак из Америке, 02.02.1957, Крагујевац, Књажевско-српски театар
- Дрвеће умире усправно, 30.03.1957, Крагујевац, Књажевско-српски театар
- Станоје Главаш, 28.09.1957, Крагујевац, Књажевско-српски театар
- Да ли је туда прошао млади човек?, 23.10.1957, Крагујевац, Књажевско-српски театар
- Црвенкапа, 31.10.1957, Крагујевац, Књажевско-српски театар
- Пречести Феникс, 23.11.1957, Крагујевац, Књажевско-српски театар
- Љубов Јароваја, 30.11.1957, Крагујевац, Књажевско-српски театар
- Сапутници, 11.01.1958, Крагујевац, Књажевско-српски театар
- Заједнички стан, 01.02.1958, Крагујевац, Књажевско-српски театар
- Бајка о цару и пастиру, 02.03.1958, Крагујевац, Књажевско-српски театар
- Аутобуска станица, 09.03.1958, Крагујевац, Књажевско-српски театар
- Златни пијесак, 09.07.1958, Крагујевац, Књажевско-српски театар
- Кула вавилонска, 30.09.1958, Крагујевац, Књажевско-српски театар
- Љубав, 27.11.1958, Крагујевац, Књажевско-српски театар
- Дневник Ане Франк, 27.12.1958, Крагујевац, Књажевско-српски театар
- Султанов берберин, 18.01.1959, Крагујевац, Књажевско-српски театар
- Коштана, 04.04.1959, Крагујевац, Књажевско-српски театар
- Сумњиво лице, 24.09.1959, Крагујевац, Књажевско-српски театар
- Лисица и грожђе, 10.10.1959, Крагујевац, Књажевско-српски театар
- Две кристалне чаше, 29.11.1959, Крагујевац, Књажевско-српски театар
- Плачи, вољена земљо, 05.12.1959, Крагујевац, Књажевско-српски театар
- Романов и Ђулијета, 14.01.1960, Крагујевац, Књажевско-српски театар
- Гавран, 25.01.1960, Крагујевац, Књажевско-српски театар
- Песма, 27.02.1960, Крагујевац, Књажевско-српски театар
- Председник кућног савета се жени, 07.04.1960, Крагујевац, Књажевско-српски театар
- Поздрав шерифу, 25.06.1960, Крагујевац, Књажевско-српски театар
- Тартиф, 10.09.1960, Крагујевац, Књажевско-српски театар
- Мишоловка, 24.09.1960, Крагујевац, Књажевско-српски театар
- Шнајдерски калфа, 02.11.1960, Крагујевац, Књажевско-српски театар
- Вила Лала, 11.12.1960, Крагујевац, Књажевско-српски театар
- Отело, 08.01.1961, Крагујевац, Књажевско-српски театар
- Ожиљак, 09.03.1961, Крагујевац, Књажевско-српски театар
- Ожалошћена породица, 16.09.1961, Крагујевац, Књажевско-српски театар
- Професор Мамлок, 23.09.1961, Крагујевац, Књажевско-српски театар
- На крају пута, 20.10.1961, Крагујевац, Књажевско-српски театар
- Ивкова слава, 02.11.1961, Крагујевац, Књажевско-српски театар
- Кад је жена нема, 06.01.1962, Крагујевац, Књажевско-српски театар
- Ехо 60, 15.02.1962, Крагујевац, Књажевско-српски театар
- Клопка за беспомоћног човека, 24.02.1962, Крагујевац, Књажевско-српски театар
- Туђе дете, 14.04.1962, Крагујевац, Књажевско-српски театар
- Хотел за лудаке, 22.09.1962, Крагујевац, Књажевско-српски театар
- Матуранти, 29.09.1962, Крагујевац, Књажевско-српски театар
- Нушићеви мали комади, 17.11.1962, Крагујевац, Књажевско-српски театар
- Знате ли млечни пут, 23.11.1962, Крагујевац, Књажевско-српски театар
- Украдени принц и изгубљена принцеза, 06.01.1963, Крагујевац, Књажевско-српски театар
- Свети пламен, 17.01.1963, Крагујевац, Књажевско-српски театар
- Сид, 10.03.1963, Крагујевац, Књажевско-српски театар
- Службени пут, 30.03.1963, Крагујевац, Књажевско-српски театар
- Ђаволов ученик, 29.09.1963, Крагујевац, Књажевско-српски театар
- Госпођа министарка, 05.10.1963, Крагујевац, Књажевско-српски театар
- Бановић Страхиња, 26.10.1963, Крагујевац, Књажевско-српски театар
- Осам жена, 11.01.1964, Крагујевац, Књажевско-српски театар
- Све је добро што се добро сврши, 23.02.1964, Крагујевац, Књажевско-српски театар
- Женидба, 19.04.1964, Крагујевац, Књажевско-српски театар
- Смрт Уроша В, 03.10.1964, Крагујевац, Књажевско-српски театар
- Протекција, 08.10.1964, Крагујевац, Књажевско-српски театар
- Луси Краун, 14.11.1964, Крагујевац, Књажевско-српски театар
- Богојављенска ноћ, 08.01.1965, Београд, Савремено позориште
- Осма офанзива, 12.01.1965, Крагујевац, Књажевско-српски театар
- Двоструко лице, 30.01.1965, Крагујевац, Књажевско-српски театар
- Крешталица, 02.10.1965, Крагујевац, Књажевско-српски театар
- Деца сунца, 12.10.1965, Крагујевац, Књажевско-српски театар
- Оливера, 21.12.1965, Крагујевац, Књажевско-српски театар
- Зелени се ливада, 15.01.1966, Крагујевац, Књажевско-српски театар
- Венчаница, 05.03.1966, Крагујевац, Књажевско-српски театар
- Талац, 29.03.1966, Крагујевац, Књажевско-српски театар
- Цар Едип, 09.10.1966, Крагујевац, Књажевско-српски театар
- Несахрањени мртваци, 19.10.1966, Крагујевац, Књажевско-српски театар
- Кир Јања, 30.10.1966, Крагујевац, Књажевско-српски театар
- Мица и Микица, 25.12.1966, Крагујевац, Књажевско-српски театар
- Мистер Долар, 28.01.1967, Крагујевац, Књажевско-српски театар
- Одумирање међеда, 08.10.1967, Крагујевац, Књажевско-српски театар
- Брлог, 24.10.1967, Крагујевац, Књажевско-српски театар
- Барионово венчање, 25.11.1967, Крагујевац, Књажевско-српски театар
- Ходл де Бодл, 02.01.1968, Крагујевац, Књажевско-српски театар
- Господа Глембајеви, 16.01.1968, Крагујевац, Књажевско-српски театар
- Ко ће да спасе орача, 24.02.1968, Крагујевац, Књажевско-српски театар
- Покојник, 09.03.1968, Крагујевац, Књажевско-српски театар
- Развојни пут Боре Шнајдера, 29.09.1968, Крагујевац, Књажевско-српски театар
- Ујеж, 08.10.1968, Крагујевац, Књажевско-српски театар
- Којоти, 19.10.1968, Крагујевац, Књажевско-српски театар
- Усрећитељ, 07.12.1968, Крагујевац, Књажевско-српски театар
- Како могу да те чујем кад вода тече, 08.10.1969, Крагујевац, Књажевско-српски театар
- Процес, 19.10.1969, Крагујевац, Књажевско-српски театар
- Малограђани, 27.02.1970, Крагујевац, Књажевско-српски театар
- Кавијар и сочиво, 19.06.1970, Крагујевац, Књажевско-српски театар
- Магбет, 19.10.1970, Крагујевац, Књажевско-српски театар
- Дуго путовање у ноћ, 24.10.1970, Крагујевац, Књажевско-српски театар
- Мрачна комедија, 16.01.1971, Крагујевац, Књажевско-српски театар
- Радо иде Србин у војнике, 09.03.1971, Крагујевац, Књажевско-српски театар
- Књажев секретар, 25.03.1971, Крагујевац, Књажевско-српски театар
- Банатске слике и прилике, 18.09.1971, Крагујевац, Књажевско-српски театар
- Тајна, 25.09.1971, Крагујевац, Књажевско-српски театар
- Прозивка за вечност, 19.10.1971, Крагујевац, Књажевско-српски театар
- Посета старе даме, 13.11.1971, Крагујевац, Књажевско-српски театар
- Легенда о Бошку Бухи, 23.12.1971, Крагујевац, Књажевско-српски театар
- Народни посланик, 14.02.1972, Крагујевац, Књажевско-српски театар
- Та ваша прича, 25.03.1972, Крагујевац, Књажевско-српски театар
- На дну, 30.09.1972, Крагујевац, Књажевско-српски театар
- Башта сљезове боје, 11.11.1972, Крагујевац, Књажевско-српски театар
- Пелиново, 23.12.1972, Крагујевац, Књажевско-српски театар
- Пуч, 24.02.1973, Крагујевац, Књажевско-српски театар
- Женски разговори, 08.03.1973, Крагујевац, Књажевско-српски театар
- Дневник једног лудака, 26.04.1973, Крагујевац, Књажевско-српски театар
- Ревизор, 03.10.1973, Крагујевац, Књажевско-српски театар
- Песма, 20.11.1973, Крагујевац, Књажевско-српски театар
- Браните љубав, 22.12.1973, Крагујевац, Књажевско-српски театар
- Родољупци, 24.01.1974, Крагујевац, Књажевско-српски театар
- Напола на дрвету, 16.03.1974, Крагујевац, Књажевско-српски театар
- Отац, 06.04.1974, Крагујевац, Књажевско-српски театар
- Породица Тот, 28.09.1974, Крагујевац, Књажевско-српски театар
- На рубу памети, 02.11.1974, Крагујевац, Књажевско-српски театар
- Оковани Прометеј, 19.11.1974, Крагујевац, Књажевско-српски театар
- Театар Јоакима Вујића, 23.12.1974, Крагујевац, Књажевско-српски театар
- Светозар, 25.02.1975, Крагујевац, Књажевско-српски театар
- Три сестре, 19.04.1975, Крагујевац, Књажевско-српски театар
- Ожалошћена породица, 04.10.1975, Крагујевац, Књажевско-српски театар
- Вир, 27.11.1975, Крагујевац, Књажевско-српски театар
- Камени курир, 31.01.1976, Крагујевац, Књажевско-српски театар
- Будућност је почела, 15.02.1976, Крагујевац, Књажевско-српски театар
- Тамни вилајет, 10.04.1976, Крагујевац, Књажевско-српски театар
- Црнила, 18.09.1976, Крагујевац, Књажевско-српски театар
- Столица која се љуља, 26.09.1976, Крагујевац, Књажевско-српски театар
- Бдења, 07.12.1976, Крагујевац, Књажевско-српски театар
- Наши синови, 12.02.1977, Крагујевац, Књажевско-српски театар
- Човек, животиња и врлина, 16.04.1977, Крагујевац, Књажевско-српски театар
- Речи на делу, 22.05.1977, Крагујевац, Књажевско-српски театар
- Чудо у Шаргану, 29.09.1977, Крагујевац, Књажевско-српски театар
- Јазавац пред судом, 19.11.1977, Крагујевац, Књажевско-српски театар
- Не признајем овај суд, 15.12.1977, Крагујевац, Књажевско-српски театар
- Леда, 28.12.1977, Крагујевац, Књажевско-српски театар
- Јегор Буличов, 24.02.1978, Крагујевац, Књажевско-српски театар
- Сумњиво лице, 09.09.1978, Крагујевац, Књажевско-српски театар
- Балада о Радопољу, 19.10.1978, Крагујевац, Књажевско-српски театар
- Госпођа министарка, 23.12.1978, Крагујевац, Књажевско-српски театар
- Трн, 03.03.1979, Крагујевац, Књажевско-српски театар
- Од сламе кућа изгори, 29.03.1979, Крагујевац, Књажевско-српски театар
- Прошлог лета у Чулимску, 11.09.1979, Крагујевац, Књажевско-српски театар
- Ослобођење Скопља, 19.10.1979, Крагујевац, Књажевско-српски театар
- Човек са четири ноге, 17.11.1979, Крагујевац, Књажевско-српски театар
- Краљ Бетајнове, 23.12.1979, Крагујевац, Књажевско-српски театар
- Лажа и Паралажа, 14.02.1980, Крагујевац, Књажевско-српски театар
- Омер и Мерима, 06.03.1980, Крагујевац, Књажевско-српски театар
- Браћа Карамазови, 26.04.1980, Крагујевац, Књажевско-српски театар
- Развојни пут Боре Шнајдера, 24.09.1980, Крагујевац, Књажевско-српски театар
- Преноћиште, 23.12.1980, Крагујевац, Књажевско-српски театар
- Незаборавник, 14.02.1981, Крагујевац, Књажевско-српски театар
- Маратонци трче почасни круг, 18.02.1981, Крагујевац, Књажевско-српски театар
- Велика порота, 19.09.1981, Крагујевац, Књажевско-српски театар
- Химна за сваки дан, 18.10.1981, Крагујевац, Књажевско-српски театар
- Др, 26.12.1981, Крагујевац, Књажевско-српски театар
- Раскршће, 14.02.1982, Крагујевац, Књажевско-српски театар
- Чарлијева тетка, 15.05.1982, Крагујевац, Књажевско-српски театар
- Станоје Главаш, 18.09.1982, Крагујевац, Књажевско-српски театар
- Светислав и Милева, 25.11.1982, Крагујевац, Књажевско-српски театар
- Сабирни центар, 15.01.1983, Крагујевац, Књажевско-српски театар
- Живи леш, 26.03.1983, Крагујевац, Књажевско-српски театар
- Балкански шпијун, 29.05.1983, Крагујевац, Књажевско-српски театар
- Змија, 24.09.1983, Крагујевац, Књажевско-српски театар
- Како се може умрети у сну, 15.10.1983, Крагујевац, Књажевско-српски театар
- Камени курир, 29.10.1983, Крагујевац, Књажевско-српски театар
- Полицајци, 25.02.1984, Крагујевац, Књажевско-српски театар
- Несташно паче, 05.05.1984, Крагујевац, Књажевско-српски театар
- Самоубица, 22.09.1984, Крагујевац, Књажевско-српски театар
- Мој тата, социјалистички кулак, 05.12.1984, Крагујевац, Књажевско-српски театар
- Фернардо и Јарика, 15.02.1985, Крагујевац, Књажевско-српски театар
- Косанчићев венац, 05.10.1985, Крагујевац, Књажевско-српски театар
- Велика битка, 31.10.1985, Крагујевац, Књажевско-српски театар
- Пут око света, 23.04.1986, Крагујевац, Књажевско-српски театар
- Шовинистичка фарса, 29.05.1986, Крагујевац, Књажевско-српски театар
- Путујуће позориште Шопаловић, 23.12.1986, Крагујевац, Књажевско-српски театар
- Сан летње ноћи, 28.02.1987, Крагујевац, Књажевско-српски театар
- Луд од љубави, 29.06.1987, Крагујевац, Књажевско-српски театар
- Драга Јелена Сергејевна, 30.09.1989, Крагујевац, Књажевско-српски театар
- Све је зезање - без зезања, 09.06.1990, Крагујевац, Књажевско-српски театар
- Црна рупа, 27.10.1994, Крагујевац, Књажевско-српски театар
- Цар и пастир, 11.03.1995, Крагујевац, Књажевско-српски театар
- Балкан експрес, 23.12.1996, Крагујевац, Књажевско-српски театар
- Покондирена тиква, 15.02.1997, Крагујевац, Књажевско-српски театар
- Мурлин Мурло, 25.09.1999, Крагујевац, Књажевско-српски театар
- Дангубе, 12.11.1999, Крагујевац, Књажевско-српски театар